# Município Lumbala N'guimbo
Município Lumbala N'guimbo är en kommun i Angola.   Den ligger i provinsen Moxico, i den centrala delen av landet, 1 100 km sydost om huvudstaden Luanda.
I omgivningarna runt Município Lumbala N'guimbo växer huvudsakligen savannskog. Runt Município Lumbala N'guimbo är det mycket glesbefolkat, med 2 invånare per kvadratkilometer.